# Francesco Zizola
Francesco Zizola (Rome, 1962) est un photographe photojournaliste italien.

## Biographie
Francesco Zizola (Rome, 1962) photographie depuis plus de trente ans les principales crises et conflits du monde.  Sa production photographique se caractérise par un engagement éthique fort et un style personnel. Francesco a reçu de nombreux prix, dont dix prix World Press Photo et six prix internationaux de la photo de l'année. En 2003, Henri Cartier Bresson a inclus une des photographies de Francesco parmi ses 100 préférées. Cette collection a donné lieu à une exposition - Les Choix d'Henry Cartier Bresson - et à un livre. Il a publié, entre autres, "Mare Omnis", éditions Foto-Forum 2022, "Aguanta", éditions Ediuni 2022, "Sale Sudore Sangue",Postcart 2020, "Uno sguardo inadeguato" Fiaf 2013, "Iraq" Ega 2007 et "Born Somewhere" Delpire 2004.
En 2015, Francesco Zizola a commencé un nouveau projet, Hybris, qui explore la relation entre l'homme et la nature avec un langage délibérément non documentaire. En plus de la photographie, il a étendu son expérimentation narrative en utilisant l'image en mouvement en réalisant un court-métrage qui a remporté le prix SIAE 2018 pour le "talent créatif" dans le cadre de la Biennale de Venise, Festival du film.Francesco Zizola a fondé le collectif Noor images . Depuis 2008, il est ambassadeur Nikon et maître pour le programme Nikon Noor Masterclass dans différents pays et continents. Francesco est le directeur artistique de l'exposition World Press Photo à Rome et à Ferrare depuis 2016. Il a été nommé conservateur du projet Collezione Roma 2020-21-22 pour le Musée d'art contemporain de Rome Palazzo delle Esposizioni. Depuis 2005, il se consacre également à la diffusion de la culture photographique en donnant des cours et des conférences dans certaines des meilleures universités italiennes et internationales.
Depuis 2007, il est le directeur artistique de la galerie de photographie 10b à Rome.

## Prix et récompenses
- World Press Photo Awards. Second prize, Contemporary Issues, 2016  Third prize, Nature Singles 2012  Second Prize, People in the News 2008  First Prize, Single Portraits 2005  Second Prize, Stories of Everyday Life 2002  First Prize, General News 1998  Second Prize, General News Stories 1998  First Prize, Stories of People 1997  World Press Photo of the Year, for witnessing the tragedy of the mines in Angola 1996  First Prize, People in the News 1995  Other Awards and Recognitions  SIAE Award for Creative Talent, Venice Film Festival 2018, "As if we were tuna, 2018  Lady Wilmar Fotografia.Doc Award, SalinaDocFest, "As if we were tuna," 2018  Image of the Year, Enviromental Vision award recognition, "The last sustainable tuna fishery," 2018  International Photo of the Year, first prize Multimedia News Story, In the Same Boat 2016  First and Second Prize, NPPA the Best of Photojournalism, U.S. 2008  Honorable Mention, 16th LeadAwards, Germany 2008  Honorable Mention, Hansel-Mieth Award, Germany 2008  First Prize, One Vision European 2007  NPPA Best of Photojournalism 2007  Jury Prize, DAYS JAPAN International Photojournalism Awards 2007  Annual Web Winner for Photo District News, United States 2006  Hansel-Mieth Award 2005, Germany 2006  International Photo of the Year, United States 2006  Born Somewhere, Photo District News Best Book Selection 2005  Second Prize, NPPA Best of Photojournalism, United States 2005  Special Recognition, Alexia Foundation for World Peace for "Frontline: the Nuba in Sudan," United States 2004  Honorable Mention, Hansel-Mieth Award, Germany 2004  Pictures of the Year, National Press Association for "Killing Fields" in Iraq published in U.S. News & World Report 2003  Honorable Mention, Hansel-Mieth Award for "Pearl fishermen" in Indonesia, published in Mare, 2001  Second Prize, Eugene Smith 2000  Images of the Year, National Press Association for "Underneath China's Boom" published in U.S. News & World Report 1998  Image of the Year, National Press Association for "Burn Victim in Iraq," published in Life Magazine 1997.  Visa d'Or, International Festival of Photojournalism 1996  Ruas, best book, MIFAV Prize, awarded by the School of Photographic Images and Visual Arts of the University of Rome, 1994

## Collections, expositions
Mare Omnis, Cembalo Gallery, Rome, Italy 2022
Mare Omnis, Foto-Forum Gallery, Bolzano, Italy 2022
Sale Sudore e Sangue, Espace Photo Hotel de Sauroy, Paris, France 2022
Mare Omsnis,X Gallery Sharjha Dubai,United Arab Emirates 2022
Inadequate Glance, Klarisky Gallery, Bratislava, Slovakia 2019
Mare Omnis, Church of San Giuliano, Ferrara, Italy, 2018
Der Wall, Fotografia Europea Festival, Reggio Emilia, Italy, 2018
Sale Sudore e Sangue, EXMA' Museum Modern and Contemporary Art, Cagliari, Italy 2017
Le donne del Cacao, Triennale , Milan, Italy 2017
Solo exhibition at the International Center of Photography in Palermo, Italy2016
A Noor Journal of the Changing Planet , Fotografia Europea , Reggio Emilia , Italy 2015
Wast not, Want not. New Old Camera gallery, Milan, Italy 2015
Hybris, Castello di Corigliano calabro, Corigliano, Italy 2014
Born Somewhere, Museo Regionale di Scienze Naturali, Turin , Italy 2013
Uno Sguardo Inadequato, Centro Italiano della Fotografia d'Autore, Bibbiena, Italy 2013
An Inadequate Look, Museo di Roma in Trastevere, Italy 2013
South Sudan on the Eve of Independence, 10x8 Art Gallery, Sydney, Australia, 2013
Shadows, MART - Museum of modern and contemporary art of Trento and Rovereto, Italy 2010
Francesco Zizola, Sao Paolo Brazil 2010
Onda Carioca, Rio de Janeiro, Brazil 2010
Modos de Olhar , Arte Plural Galeria, Recife, Brazil 2010
Born Somewhere, Hatachana Gallery, Tel Aviv, Israel 2009
Consequences, Dask gallery, Copenhagen , Denmark 2009
Worlds at the Limit, Francesco Zizola for MSF, Festival of Internazionale, Ferrara, Italy 2009
Voices from the Heart, Enel Cuore Onlus, Rimini, Italy 2008
Act of Faith, Noorderlicht Photofestival, Holland 2007
Born Somewhere, Museum of Rome in Trastevere, Italy 2006
The hundred faces of children, Palazzo Magnani, Reggio Emilia, Italy 2006
Obiettivo Uomo Ambiente featuring Born Somewhere, Viterbo, Italy 2005
To Live, Koroska Gallery of Fine Arts, Slovenj Gradec, Slovenia 2005
Shadows, Scuola Romana di Fotografia, Rome Italy 2004
Heirs of 2000, NRW Forum, Dusseldorf, Germany 2000
Etats d'enfances, Galerie Fait & Cause ,Paris, France 1998
Gallery FNAC, Paris, France 1998
Heirs of 2000/Unicef, Arengario of Palazzo Reale, Milan, Italy 1997
Heirs of 2000/Unicef, Palazzo delle Esposizioni, Rome, Italy 1997
Visa pour l'image, Perpignan, France 1995
Expositions collectives
Francesco Zizola, Noor Images, BNF, Paris, France, 2022
Noor Pulse, Musée de la photographie de Charleroy, Belgique 2022
Civilisation : la façon dont nous vivons aujourd'hui. Musée des Civilisations de l'Europe et de la Méditerranée (MUCEM) Marseille, France 2021
Civilisation : la façon dont nous vivons maintenant - Galerie nationale de Victoria, Melbourne, Australie 2020
Civilisation : la façon dont nous vivons maintenant.  Auckland Art Gallery Tot o Tamaki, Auckland, Nuova Zelanda 2020
Civilisation : la façon dont nous vivons maintenant. Ullens Center for contemporary Art, Pékin, Chine 2019
AKAA Paris Art Fair , VisionQuestT 4rosso, Paris, 2019
2:56am / To The Moon And B . Photolux festival di Lucca,Italia 2019
Civilisation : la façon dont nous vivons maintenant. Musée national d'art moderne et contemporain, Seul, Corée 2019
Photo London Art Fair,Ilex Gallery,Royaume-Uni 2018
Like a Samba, Galerie Ilex, Rome, Italia 2017
La face cachée de la lune (de miel), mostra collettiva, Ragusa Foto festival, Ragusa, 2017.
Photo London Art Fair,Galerie Ilex, Londres 2017
Visions extraordinaires. L'Italia ci guarda, Museo Arti del XXI secolo, MAXXI, Roma, 2016
Abbandoni, mostra collettiva Palazzo Cosentini, Ragusa, Italia, 2015
The Sweet and Sour Story, Noorderlicht International Photofestival, Olanda , 2013
Vivid Festival, Sydney, Australie, 2013
The Sweet and Sour Story, Instituto Moreira Salles , Sao Paulo, Brésil, 2013
The Sweet and Sour StoryLanggeng Art Fundation, Jakarta, Indonésie 2012
L'histoire aigre-douce, Rijksmuseum, Amsterdam Olanda 2012
Solutions by NOOR, 10b Photography Art Gallery, Rome, Italie 2011
Conséquences par NOOR, Galerie d'art photographique 10b, Rome, Italie 2011
Conséquences de NOOR, Galerie d'art photographique Laif, Cologne, Allemagne 2010
Testimoni del Nostro Tempo, Roma, Italia 2010
Testimoni del Nostro Tempo, Museo d'Arte Scavi Scaligeri, Vérone, Italie 2010
Consequences by NOOR, Galerie d'art DASK, Copenhague, Danimarca 2009
Conséquences par NOOR, COP15, Copenhague, Danimarca 2009
Un Noor à New York, CVZ Contemporary Art, NY, Stati Uniti 2007
Les choix d'Henri Cartier Bresson, Paris, France 2003, Barcelone, Spagna 2003
Collezioni 
Le Musée Nicéphore Niépce, Chalon-sur-Saône, Francia
Maison Européenne de la Photographie, Gentilly, Francia

## Publications
Mare Omnis, Foto-Forum editions 2022
Aguanta, Ediuni editions 2022
Salt Sweat Blood, Postcart Casa Editrice, 2020
Moon, notes for dreamers, Quaderni FIAF 2020
100% Made of Italy, Edizioni Silvana Editoriale, 2017
Women of Cocoa, Edizioni Silvana Editoriale, 2016
Uno Sguardo Inadeguato, FIAF Collana Grandi Autori, Italy 2013
Iraq, Gruppo Abele Italy 2007
Né Quelque Part, Delpire Editeurs France / Born Somewhere, Fusi orari Italy 2004
Etats d'enfances, Photo Poche France 1999
Ruas, Gruppo Abele Editions Italy 1994